# سیارک ۲۰۴۴۴
سیارک ۲۰۴۴۴ (به انگلیسی: 20444 Mamesser، نامگذاری:1999JK63) بیست هزار و چهارصد و چهل و چهارمین سیارک کشف شده‌است که در ۱۰ مه ۱۹۹۹ کشف شد.
قدر مطلق سیارک برابر ۱۱.۲ است.